# Stehlikiana reclusa
Stehlikiana reclusa är en insektsart som beskrevs av Young 1977. Stehlikiana reclusa ingår i släktet Stehlikiana och familjen dvärgstritar. Inga underarter finns listade i Catalogue of Life.